# Souillac (Lot)
Souillac é uma comuna francesa na região administrativa da Occitânia, no departamento de Lot. Estende-se por uma área de 25.92 km², e possui 3.243 habitantes, segundo o censo de 2018, com uma densidade de 130 hab/km².